# Grupo Roble
Grupo Roble forma parte del conglomerado empresarial Grupo Poma, el cual es uno de los conjuntos empresariales e industriales más grandes de la región con operaciones en Centroamérica, Panamá, el Caribe y Suramérica.
La sede de esta empresa multinacional salvadoreña, es la Torre Roble, ubicada en San Salvador, El Salvador.

## Historia
La empresa inició operaciones en el 1962 en San Salvador, El Salvador con los proyectos de vivienda Palmira y Miramonte, durante los años 70 continuó con la construcción de un proyecto hotelero, el Hotel Camino Real, actualmente conocido como Hotel Real InterContinental San Salvador, y un edificio de oficinas, Torre Roble anexo al centro comercial Metrocentro San Salvador. En 1974 iniciaron su expansión geográfica fuera de El Salvador con la construcción del centro comercial Metrocentro en Managua y continuó con proyectos de usos mixtos que incluyen centros comerciales, oficinas y residenciales en toda Centroamérica y Colombia.
Tiene participación en la industria de bienes raíces, desarrollando y construyendo grandes complejos de usos múltiples que incluyen Centros Comerciales, Centros Corporativos, Hoteles y Proyectos Habitacionales a gran escala.

## Expansión
Después de casi medio siglo en la industria Grupo Roble se ha posicionado como el líder desarrollando y manejando la cadena más grande de centros comerciales en Centroamérica y Suramérica como Colombia; un total de 19 centros comerciales en toda la región, con un área de 100 ha de construcción. La cadena de centros comerciales está ubicada en las zonas comerciales más exitosas de cada país.
| Número | Tipo        | Nombre                    | País        | Ciudad            |
| ------ | ----------- | ------------------------- | ----------- | ----------------- |
| 1      | Metrocentro | Metrocentro San Salvador* | El Salvador | San Salvador      |
| 2      | Metrocentro | Metrocentro Santa Ana     | El Salvador | Santa Ana         |
| 3      | Metrocentro | Metrocentro San Miguel    | El Salvador | San Miguel        |
| 4      | Metrocentro | Metrocentro Sonsonate     | El Salvador | Sonsonate         |
| 5      | Metrocentro | Metrocentro Lourdes       | El Salvador | Colón             |
| 6      | Unicentro   | Unicentro Metrópolis      | El Salvador | Mejicanos         |
| 7      | Unicentro   | Unicentro Altavista       | El Salvador | Ilopango          |
| 8      | Unicentro   | Unicentro Soyapango       | El Salvador | Soyapango         |
| 9      | El Paseo    | Centro Comercial El Paseo | El Salvador | San Salvador      |
| 10     | Multiplaza  | Multiplaza Panamericana   | El Salvador | Antiguo Cuscatlán |
| 11     | Multiplaza  | Multiplaza Escazú         | Costa Rica  | Escazú            |
| 12     | Multiplaza  | Multiplaza Curridabat     | Costa Rica  | Curridabat        |
| 13     | Multiplaza  | Multiplaza Pacific        | Panamá      | Panamá            |
| 14     | Multiplaza  | Multiplaza Tegucigalpa    | Honduras    | Tegucigalpa       |
| 15     | Multiplaza  | Multiplaza San Pedro Sula | Honduras    | San Pedro Sula    |
| 16     | Multiplaza  | Multiplaza Bogotá         | Colombia    | Bogotá            |
| 17     | Metrocentro | Mall Metrocentro          | Honduras    | Tegucigalpa       |
| 18     | Metrocentro | Metrocentro Villa Nueva   | Guatemala   | Villa Nueva       |
| 19     | Metrocentro | Metrocentro Managua       | Nicaragua   | Managua           |
| 20     | Metrocentro | Metromall                 | Panamá      | Panamá            |

*Primer Centro Comercial de Grupo Roble, considerado como el más grande de Centroamérica y Panamá.
Además Grupo Roble' se ha convertido en el líder en el área de construcción habitacional para todos los segmentos de la sociedad, a la fecha el Conglomerado Roble ha construido más de 50,000 viviendas.

### Torre El Pedregal

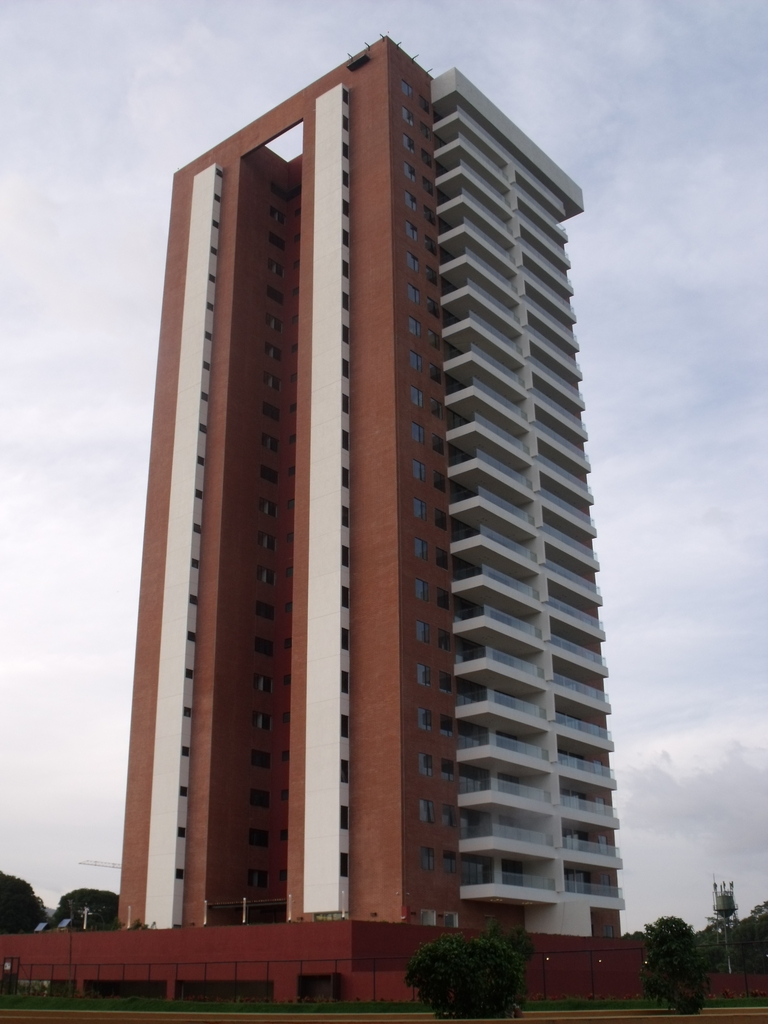
Torre El Pedregal

Otro de sus logros, es la construcción de la Torre El Pedregal. Está ubicada en San Salvador, El Salvador, tiene 28 pisos y 110,3 m de altura.
La construcción de la Torre el Pedregal, es la segunda fase del proyecto Multiplaza Panamericana, que irá avanzando conforme a la demanda de los usuarios. La obra cuenta con 87 apartamentos.

## Tiendas Carrión
Carrión es una cadena de tiendas departamentales de Centroamérica propiedad de Grupo Roble. Se originó en La Ceiba, Honduras en 1970.
En 2012 la empresa invirtió USD 5 millones en la creación de una nueva tienda en Tegucigalpa.
A pesar de cerrar una tienda de 6.000 m² en Multiplaza San José Costa Rica, Carrión expresó en ese momento su intención de expandirse en el país y finalmente abrió una nueva tienda en Alajuela en 2015. Sin embargo, la empresa finalmente se retiró del mercado de Costa Rica.

### Presencia geográfica
Carrión originó en Le Ceiba, Honduras y abrió en Costa Rica (2000), El Salvador (2003, las 2 tiendas cerradas en 2019), Nicaragua (2004) y Guatemala (2005).

#### Costa Rica
En Costa Ricas habían tiendas Carrión en:
- Alajuela (abierto en 2015)[3]
- San José - Multiplaza - cerrado

#### Guatemala
En Guatemala hay tiendas Carrión en:
- Quetzaltenango
- Zacapa
- Ciudad de Guatemala
- Coatepeque
- Escuintla
- Puerto Barrios

#### Honduras
En Honduras existen 26 tiendas Carrión en:
| - Tegucigalpa (5) - Multiplaza, City Mall, Cascadas Mall, Mall Premier, Centro Rivera - San Pedro Sula (4) - Megamall, Galerías, City Mall, Multiplaza | - La Ceiba (2) - Centro, Multiplaza - El Progreso (2) - Centro, Megaplaza - Juticalpa (2) - Centro, Mall Premier | - Catacamas - Choloma - Mall Las Américas - Choluteca - Comayagua - Danlí - Puerto Cortés | - Roatán - Santa Rosa de Copán - Siguatepeque - Tocoa - Villanueva |

#### Nicaragua
En Nicaragua habían tiendas Carrión en:
- Managua, Plaza Inter (cerrado 2019) [10]

## Acción Social
Grupo Roble, apoya el desarrollo sostenible de las naciones, por eso una de sus metas es llevar bienestar social, nuevos empleos, mejoramiento de la salud, fortalecimiento del sistema educativo y sostenibilidad del ambiente.